# Lysenkoism

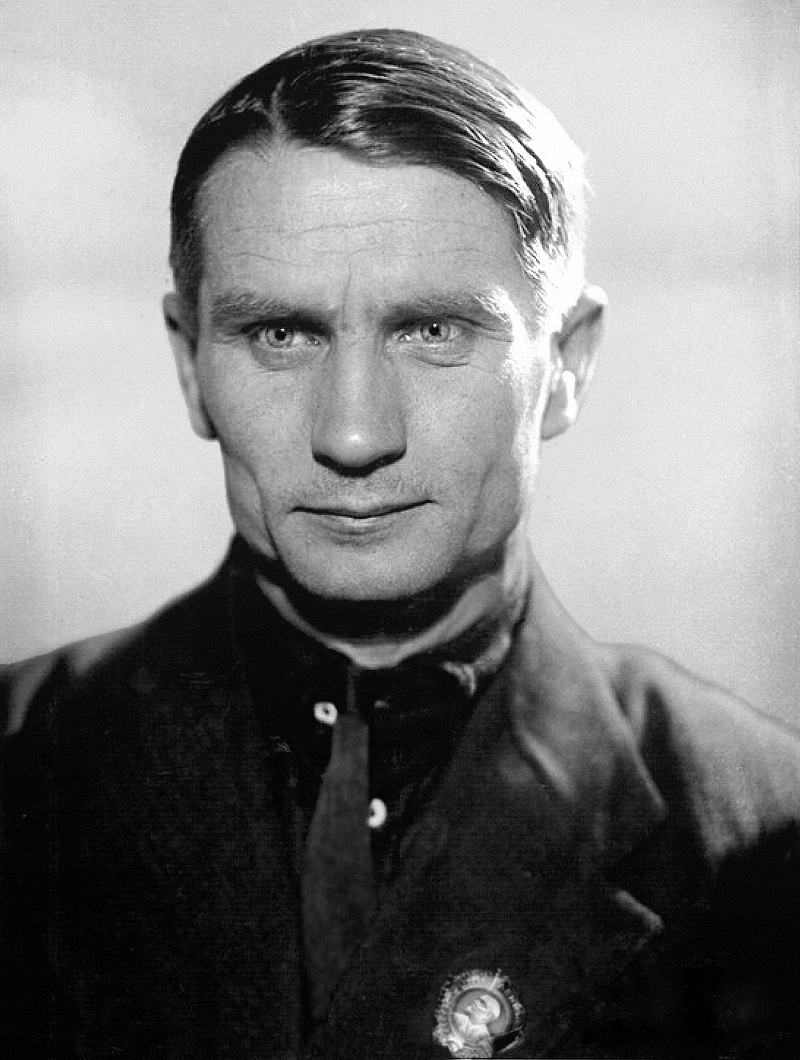
Trofim Lysenko.

Lysenkoism kallades en sovjetisk kampanj mot genetik och genetiker. Kampanjen, som inleddes under mitten av 1930-talet, avblåstes inte helt förrän under 1960-talet.
Benämningen lysenkoism kommer av den sovjetiske forskaren Trofim Lysenko. I sin pseudovetenskapligt-vetenskapsteoretiska betydelse kallas det bakomliggande fenomenet även mitjurinism. Termen lysenkoism är dock den vedertagna när en pejorativ term för pseudovetenskap söks.